# Puchar Świata w Zapasach 2006 – styl wolny mężczyzn
Zawody Pucharu Świata w 2006 roku w stylu wolnym mężczyzn odbyły się pomiędzy 18 i 19 lutego w Sari w Iranie.

## Ostateczna kolejność drużynowa
| Poz. | Państwo |
| ---- | ------- |
|      | Iran    |
|      | Kuba    |
|      | Ukraina |
| 4.   | Rosja   |
| 5.   | Gruzja  |
| 6.   | Turcja  |

## Wyniki

### Grupa A
| Grupa A    |
| ---------- |
| 1. Kuba    |
| 2. Ukraina |
| 3. Gruzja  |

### Mecze
- Ukraina -  Gruzja 18-8
- Kuba -  Ukraina 18-8
- Kuba -  Gruzja 21-6

### Grupa B
| Grupa B   |
| --------- |
| 1. Iran   |
| 2. Rosja  |
| 3. Turcja |

### Mecze
- Turcja -  Iran 1-26
- Iran -  Rosja 14-12
- Turcja -  Rosja 7-22

### Finały
- 5-6  Gruzja -  Turcja 16-15
- 3-4  Ukraina -  Rosja 14-14
- 1-2  Iran -  Kuba 16-9

## Klasyfikacja indywidualna
| Waga   |                   |                 |                      | 4                       | 5                    | 6                  | 7                |
| ------ | ----------------- | --------------- | -------------------- | ----------------------- | -------------------- | ------------------ | ---------------- |
| 55 kg  | René Montero      | Taghi Dadaszi   | Gework Markarian     | Biesik Kuduchow         | Mohammad Rezaji      | Murat Gençtürk     | Amiran Elbakidze |
| 60 kg  | Morad Mohammadi   | Yandro Quintana | Jurij Siemakin       | Ramil Isłamow           | Malchaz Zarkua       | Ersin Çetin        | Mahdi Taghawi    |
| 66 kg  | Ugar Cadir        | Geandry Garzón  | Serhij Łatyszew      | Hasan Tahmasebi         | Masud Mostafa Dżokar | Szalwa Muziaszwili | ----             |
| 74 kg  | Albiert Saritow   | Nika Tlaszadze  | Ali Asghar Bazri     | Iván Fundora            | Eldar Mansyrow       | M. Bagher Alii     | Hakkı Ceylan     |
| 84 kg  | Gieorgij Kietojew | Ołeh Dyhorow    | Reza Jazdani         | Dawit Achalmosuliszwili | Roerlandy Zúñiga     | Gökhan Yavaşer     | Sa’id Ebrahimi   |
| 96 kg  | Chietag Gaziumow  | Michel Batista  | Dawit Modzmanaszwili | Hamid Sejfi             | Jewhen Duchin        | Yasin Kulc         | ----             |
| 120 kg | Oleg Chorpiakow   | Fardin Masumi   | Iwan Iszczenko       | Alexander Monteagudo    | Sermest Bulut        | Dawit Otiaszwili   | ----             |